# Claudia Kugelmann
Claudia Kugelmann (* 1947) ist eine deutsche Sportpägagogin und Hochschullehrerin.

## Leben
Nach dem zwischen 1966 und 1973 in München bestrittenen Lehramtsstudium in den Fächern Sport, Deutsch und Geschichte hatte Kugelmann ab 1974 eine Stellung als wissenschaftliche Mitarbeiterin am Lehrstuhl für Sportpädagogik der Technischen Universität München inne und arbeitete gleichzeitig im Schuldienst. Ihre Doktorarbeit (Titel „Koedukation im Sportunterricht“) stellte sie 1979 an der TU München fertig. Bis 1995 blieb Kugelmann als wissenschaftliche Mitarbeiterin in München tätig, ihre Habilitation mit dem Titel „Starke Mädchen - schöne Frauen?: Weiblichkeitszwang und Sport im Alltag“ schloss sie 1995 an der Leibniz Universität Hannover ab.
1995 folgte Kugelmann dem Ruf auf eine Professur für Sportpädagogik/Sportdidaktik an der Universität Erlangen-Nürnberg. Zwischen 2005 und 2007 übte sie dort das Amt der Dekanin aus. 2010 schied Kugelmann an der Hochschule aus dem Dienst und übernahm die Vertretung des Lehrstuhls für Sportpädagogik und -didaktik an der Technischen Universität München. Im März 2013 wurde sie an der TU München verabschiedet. Ende Februar 2013 wurde sie vom Präsidium der TUM beauftragt, das Schülerforschungszentrum (SFZ) Berchtesgadener Land wissenschaftlich zu leiten und konzeptuell weiterzuentwickeln. Im Herbst 2015 beendete sie diese Tätigkeit.
Zu den Schwerpunkten ihres wissenschaftlichen Wirkens zählten Aspekte der Frauen- und Geschlechterforschung, darunter der Mädchen- und Frauenfußball sowie weibliche Identität und Sport, Männlichkeit in Bezug auf Breitensport beziehungsweise Leistungssport von Jugendlichen. Weitere Themenfelder waren Gesundheit und Bewegung, darunter der Alterssport, Sport in der Schule, an der Berufsschule und im Betrieb, ein Schulsegelprojekt, Spielformen für Heranwachsende, gemeinsames Sporttreiben Behinderter und Nicht-Behinderter sowie das Sportspiel Basketball.
Von 1999 bis 2003 arbeitete Kugelmann im Vorstand der Deutschen Vereinigung für Sportwissenschaft mit.
Im Ruhestand veröffentlichte sie 2018 ein Buch über Reisen nach Norwegen.